# Prix Jean-Reynaud

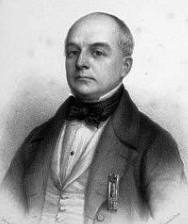
Jean Reynaud (1806-1863)

Le prix Jean-Reynaud, créé par legs de la veuve du philosophe Jean Reynaud, Léonie Félicité Quenouille, est un prix annuel de l'Institut de France dont la particularité est d'être décerné à tour de rôle par chacune des cinq Académies. À l'origine doté d'une rente annuelle de 10 000 francs, selon les termes de sa fondation, le prix doit être décerné « au travail le plus méritant qui se sera produit pendant une période de cinq ans ». Il doit revenir « à une œuvre originale, élevée, et ayant un caractère d’invention et de nouveauté », et est également le seul prix de l’Institut à ne pas exclure les membres des cinq Académies des lauréats éventuels.
Le prix Jean-Reynaud est considéré à l’époque de sa création comme « le plus important » de tous les prix de l’Institut « par sa valeur, par son importance », selon le secrétaire perpétuel de l’Académie française Camille Doucet, ou encore, quelques années plus tard, comme « le plus considérable de tous », d’après Gaston Boissier, et « une des fondations les plus considérables dont dispose l’Institut » pour Edmond Pottier.
Il n'est plus attribué par l'Académie française après 1979, avant d'être abandonné par les autres académies, à l'exception de l'Académie des inscriptions et belles-lettres qui continue à le décerner de façon quinquennale et sous le nom de médaille Jean Reynaud depuis 2020.

## Liste des lauréats
- 1879 (Académie française) : Henri de Bornier pour La Fille de Roland, tragédie.
- 1880 (Académie des inscriptions et belles-lettres) : Jules Quicherat pour Histoire du costume en France (1875) et Rodrigue de Villandrando (1879).
- 1881 (Académie des sciences, attribué en 1882) : Henri Sainte-Claire Deville, à titre posthume, pour son principe de la dissociation.
- 1882 (Académie des Beaux-Arts) : Honoré Daumet, architecte, pour la reconstruction du château de Chantilly (1875-1882).
- 1883 (Académie des sciences morales et politiques) : François-Tommy Perrens pour Histoire de Florence depuis ses origines jusqu’à la domination des Médicis (6 vol., Paris, Hachette, 1877-1883).
- 1884 (Académie française) : Charles Leconte de Lisle pour Poèmes tragiques.
- 1885 (Académie des inscriptions et belles-lettres) : Étienne Aymonier, « pour sa découverte des inscriptions sanscrites du Cambodge et la traduction de la partie kmer de ces inscriptions[5] ».

- 1886 (Académie des sciences) : Louis Pasteur pour ses recherches sur la rage (1881-1885).
- 1887 (Académie des Beaux-Arts) : Émile Paladilhe, pour Patrie, opéra.
- 1888 (Académie des sciences morales et politiques) : Numa Denis Fustel de Coulanges pour Recherches sur quelques problèmes (Paris, Hachette, 1885).
- 1889 (Académie française) : Victor Duruy pour Histoire des Grecs.
- 1890 (Académie des inscriptions et belles-lettres) : Frédéric Mistral pour Lou Tresor dóu Felibrige (1886).
- 1891 (Académie des sciences) : Georges-Henri Halphen, à titre posthume.
- 1892 (Académie des Beaux-Arts) : Joseph-Paul Blanc, peintre, pour La Bataille de Tolbiac, au Panthéon.
- 1893 (Académie des sciences morales et politiques) : Émile Levasseur pour La Population française (Paris, Rousseau, 1889-1892).

- 1894 (Académie française) : Paul Déroulède pour Chants du soldat (1872) et Chants du paysan (1894).
- 1895 (Académie des inscriptions et belles lettres) : Émile Chatelain pour Paléographie des classiques latins (2 vol. en 14 fasc., Paris, Hachette, 1884-1900) et l’ensemble de ses publications.
- 1896 (Académie des sciences) : Henri Poincaré, pour l'ensemble de ses travaux.
- 1897 (Académie des Beaux-Arts) : Jean-Joseph Bellel, artiste peintre.
- 1898 (Académie des sciences morales et politiques) : Paul Janet pour Principes de métaphysique et de psychologie (1897).
- 1899 (Académie française) : Ernest Legouvé
- 1900 (Académie des inscriptions et belles lettres) : Adolphe Hatzfeld, Arsène Darmesteter (à titre posthume) et Antoine Thomas pour Dictionnaire général de la langue française du commencement du XVIIe siècle jusqu’à nos jours (Paris, Delagrave, 1890-1900).
- 1901 (Académie des sciences) : Gabriel Lippmann.
- 1902 (Académie des Beaux-Arts) : Émile Bénard, architecte, pour son projet d’université de Berkeley à San Francisco (premier prix du concours en 1900).

- 1903 (Académie des sciences morales et politiques) : Paul Tannery et Charles Adam pour l'édition des Œuvres complètes de Descartes (6 vol. parus sur 12, Paris, L. Cerf, 1897-1913).
- 1904 (Académie française) : Gaston Paris, à titre posthume.
- 1905 (Académie des inscriptions et belles lettres) : Émile Legrand.
- 1906 (Académie des sciences) : Pierre Curie, à titre posthume, pour ses travaux sur la piézoélectricité et les propriétés des corps radioactifs[6].
- 1907 (Académie des Beaux-Arts) :
- 1908 (Académie des sciences morales et politiques) : Achille Luchaire pour Innocent III (6 vol., Paris, Hachette, 1904-1908).
- 1909 (Académie française) : Ferdinand Brunetière, à titre posthume, pour ses derniers travaux.
- 1910 (Académie des inscriptions et belles lettres) : Jean-Baptiste Chabot pour sa Patrologie orientale et l’ensemble de ses travaux.
- 1911 (Académie des sciences) : Émile Picard, pour l’ensemble de ses travaux.
- 1912 (Académie des Beaux-Arts) : Jean-Paul Laurens, sculpteur et peintre, pour l’ensemble de son œuvre.
- 1913 (Académie des sciences morales et politiques) : Paul Leroy-Beaulieu pour La Question de la population (Paris, Alcan, 1913).
- 1914 (Académie française) : Joseph Bédier pour Les Légendes épiques. Recherches sur la formation des chansons de geste.

- 1915 (Académie des inscriptions et belles lettres) : Jules Gilliéron et Edmond Edmont pour Atlas linguistique de la France (1902-1912).
- 1916 (Académie des sciences) : Émile Hilaire Amagat, à titre posthume, pour l’ensemble de son œuvre.
- 1917 (Académie des Beaux-Arts) :
- 1918 (Académie des sciences morales et politiques) : Paul Vidal de la Blache, à titre posthume, pour La France de l’Est (Paris, Armand Colin, 1917).
- 1919 (Académie française) : Henri Pirenne pour Bibliographie de l’Histoire de la Belgique.
- 1920 (Académie des inscriptions et belles lettres) : Émile Bertaux, à titre posthume, pour l’ensemble de son œuvre.
- 1921 (Académie des sciences) : Yves Delage, à titre posthume, pour l’ensemble de son œuvre scientifique.
- 1922 (Académie des Beaux-Arts) : Théodore Dubois.
- 1923 (Académie des sciences morales et politiques) : Jacques Flach, à titre posthume, pour Les Origines de l’ancienne France (vol. 4, Paris, Tenin, 1918).
- 1924 (Académie française) : Pierre Villey pour Les Grands Écrivains du XVIe siècle.
- 1925 (Académie des inscriptions et belles lettres) : Henri Cordier, à titre posthume, pour l’ensemble de son œuvre.
- 1926 (Académie des sciences) : Alfred Giard, à titre posthume.
- 1927 (Académie des Beaux-Arts) : François-Léon Sicard, sculpteur, pour le monument À la convention nationale, au Panthéon.
- 1928 (Académie des sciences morales et politiques) : Frédéric Paulhan, pour Analystes et esprits synthétiques, et pour l’ensemble de son œuvre.
- 1929 (Académie française) : Stéphane Gsell pour Histoire ancienne de l’Afrique du nord (8 vol., Paris, Hachette, 1913-1928).
- 1930 (Académie des inscriptions et belles lettres) : Henri Hauvette pour L’Arioste et la poésie chevaleresque à Ferrare au XVIe siècle (Paris, Champion, 1927) et La Provence et la France dans l’œuvre de Dante (Paris, Boivin, 1929), et pour l’ensemble de ses travaux.
- 1931 (Académie des sciences) : Paul Appell, à titre posthume, pour l’ensemble de son œuvre.
- 1932 (Académie des Beaux-Arts) : Jean Dampt pour l’ensemble de son œuvre
- 1933 (Académie des sciences morales et politiques) : Édouard Le Roy pour La Pensée intuitive (2 vol., Paris, Boivin, 1929-1930).
- 1934 (Académie française) : Pierre-Paul Plan, pour l’édition de la Correspondance générale de Jean-Jacques Rousseau, en collaboration avec Théophile Dufour.
- 1935 (Académie des inscriptions et belles lettres) : Edmond Pottier, à titre posthume, pour sa contribution au Corpus vasorum antiquorum.
- 1936 (Académie des sciences) :
- 1937 (Académie des Beaux-Arts) : Albert Decaris, graveur, et Jean Dupas, peintre.
- 1938 (Académie des sciences morales et politiques) : Marcel Marion pour Histoire du Berry et du Bourbonnais (Paris, Boivin, 1933) et Le Brigandage pendant la révolution (Paris, Plon, 1934).
- 1939 (Académie française) : Marius-Ary Leblond pour l'ensemble de son œuvre.
- 1940 (Académie des inscriptions et belles lettres) : Jean-Vincent Scheil, à titre posthume, pour son œuvre d’assyriologie.
- 1941 (Académie des sciences) :
- 1942 (Académie des Beaux Arts) :
- 1943 (Académie des sciences morales et politiques) : Maurice Blondel pour sa Trilogie philosophique : La Pensée (2 vol., Paris, Alcan, 1934) ; L'Être et les êtres (Paris, Alcan, 1935) ; L'Action (2 vol., Paris, Alcan, 1936-1937).
- 1944 (Académie française) : Jacques Audiberti.
- 1945 (Académie des inscriptions et belles lettres) : Adrien Blanchet, pour l’ensemble de ses travaux.

- 1946 (Académie des sciences) : Jean Perrin, à titre posthume.
- 1947 (Académie des Beaux-Arts) :
- 1948 (Académie des sciences morales et politiques) : Firmin Roz.
- 1949 (Académie française) : Adrien Dansette pour Histoire religieuse de la France contemporaine de la Révolution à la IIIe République.
- 1950 (Académie des inscriptions et belles-lettres) : Henri Maspero, à titre posthume, pour l’ensemble de son œuvre.
- 1951 (Académie des sciences) :
- 1952 (Académie des Beaux-Arts) :
- 1953 (Académie des sciences morales et politiques) : Jean Gibelin, pour l'ensemble de son œuvre.
- 1954 (Académie française) : Jacques Vivent pour Olivier, ou le refus passionné.
- 1955 (Académie des inscriptions et belles-lettres) : Augustin Renaudet pour Érasme et l’Italie (Genève, Droz, 1954).
- 1956 (Académie des sciences) : Jehan Vellard, pour ses études sur le venin de l’araignée sud-américaine Loxosceles laeta.
- 1957 (Académie des Beaux-Arts) : Gabriel Rouchès pour La Peinture espagnole, des origines au XXe siècle (t. 2, Paris, Albin Michel, 1958).
- 1958 (Académie des sciences morales et politiques) : Henri Terrasse pour Islam d’Espagne. Une rencontre de l’Orient et de l’Occident (Paris, Plon, 1957).
- 1959 : non attribué par l'Académie française.
- 1960 (Académie des inscriptions et belles lettres) : André Basset pour ses études de linguistique berbère.
- 1961 (Académie des sciences) : Charles Maurain.
- 1962 (Académie des Beaux-Arts) :
- 1963 (Académie des sciences morales et politiques) :
- 1964 : non attribué par l'Académie française
- 1965 (Académie des inscriptions et belles lettres) : Mohammed Mokri, pour l'ensemble de son œuvre.
- 1966 (Académie des sciences) : Madeleine Sebald, pour l’ensemble de ses travaux sur l’ADN des anaérobies[7].
- 1967 (Académie des Beaux-Arts) :
- 1968 (Académie des sciences morales et politiques) :
- 1969 : non attribué par l'Académie française.
- 1970 (Académie des inscriptions et belles lettres) : Jean Longnon, pour l’ensemble de son œuvre.
- 1971 (Académie des sciences) : Christian Imbert, pour ses travaux sur la réflexion totale de lumière polarisée circulairement[8].

- 1972 (Académie des Beaux-Arts) :
- 1973 (Académie des sciences morales et politiques) :
- 1974 (Académie française) : André Corbeau et Nando de Toni pour l'édition du manuscrit A de Léonard de Vinci.
- 1975 (Académie des inscriptions et belles lettres) : Emmanuèle Baumgartner pour Le Tristan en prose. Essai d’interprétation d’un roman médiéval (Genève, Droz, 1975).
- 1976 (Académie des sciences) :
- 1977 (Académie des Beaux-Arts) :

- 1978 (Académie des sciences morales et politiques) :
- 1979 (Académie française) : Daniel Roche pour Le Siècle des Lumières en province (Académies et Académiciens provinciaux, 1680-1789).

Note : Dernière remise du prix Jean Reynaud par l'Académie française.
- 1980 (Académie des inscriptions et belles lettres) : Françoise Bader pour Suffixes grecs en -m-, recherches comparatives sur l’hétéroclisie nominale (Genève, Droz, 1974).
- 1981 (Académie des sciences) : Bernard Teissier, pour ses travaux sur les singularités des variétés algébriques et analytiques[9].

- 1983 (Académie des sciences morales et politiques) : Jean Starobinski pour Montaigne en mouvement (Paris, Gallimard, 1982).
- 1985 (Académie des inscriptions et belles lettres, attribué en 1984) : Itsuji Yoshikawa pour l’ensemble de son œuvre et ses travaux sur l’église de Saint-Savin-sur-Gartempe[10].
- 1986 (Académie des sciences) : Claude Benezra, « pour ses travaux de chimie appliquée à la dermatologie[11] ».
- 1988 (Académie des sciences morales et politiques) : Nicole Commerçon pour La Dynamique du changement en ville moyenne. Châlon, Mâcon, Bourg (Lyon, Presses universitaires de Lyon, 1988).
- 1990 (Académie des inscriptions et belles lettres) : Laurent Dubois, pour Inscriptions grecques dialectales de Sicile (Rome, École française de Rome, 1989).
- 1991 : Laurent Clozel, « pour ses travaux sur les groupes réductifs et les formes automorphes[12] ».

- 1993 (Académie des sciences morales et politiques) :
- 1995 (Académie des inscriptions et belles lettres) : Marianne Cornevin, Archéologie africaine, à la lumière des découvertes récentes (Paris, Maisonneuve et Larose, 1993).
- 1996 : Gérard Jaouen, « pour ses travaux fondamentaux et prometteurs d’application dans le nouveau domaine de la bioorganométallique[13] ».

Note : Dernière remise du prix Jean Reynaud par l’Académie des sciences.
- 1998 (Académie des sciences morales et politiques) : Pascal Jan pour La Saisine du Conseil constitutionnel[14].
- 2000 (Académie des inscriptions et belles lettres) : Mirko Grmek et Danielle Gourevitch pour Les Maladies dans l’art antique (Paris, Fayard, 1998).
- 2003 (Académie des sciences morales et politiques) : Bernard Pacteau pour Le Conseil d’État et la fondation de la justice administrative française au XIXe siècle (Paris, Puf, 2003).
- 2005 (Académie des inscriptions et belles lettres) : Sophie Petit-Renaud pour Faire Loy au royaume de France de Philippe VI à Charles V (1328-1380) (Paris, De Boccard, 2003).
- 2008 (Académie des sciences morales et politiques) : Béatrice Delaurenti pour La Puissance des mots. Virtus verborum. Débats doctrinaux sur le pouvoir des incantations au Moyen Âge (Paris, Cerf, 2007).

Note : Dernière remise du prix Jean Reynaud par l’Académie des sciences morales et politiques.
- 2010 (Académie des inscriptions et belles lettres) : Claire-Akiko Brisse pour À la croisée du texte et de l’image. Paysages cryptiques et poèmes cachés (ashide) dans le Japon classique et médiéval (Paris, Collège de France-IHÉJ, 2009).
- 2015 (Académie des inscriptions et belles lettres) : Irina Tunkina, pour l’ensemble de son œuvre.

### Médaille Jean-Reynaud (depuis 2020)
Médaille quinquennale remise par l'Académie des inscriptions et belles-lettres.
- 2020 : Christiane Tortel, pour son ouvrage intitulé : Sacralisé, diabolisé. Le paon dans les religions, de l’Asie à la Méditerranée (Paris, Geuthner, 2019)[15].